# Mario Andreose
Mario Andreose (Venezia, 24 aprile 1934) è un giornalista, traduttore e editore italiano.

## Biografia
Giunto a Milano alla fine degli anni Cinquanta, inizialmente con l'intento di intraprendere la carriera giornalistica, Mario Andreose entra nel mondo dell'editoria nel 1958, rispondendo ad un'inserzione del Saggiatore, casa editrice fondata da Alberto Mondadori nello stesso anno. Viene assunto come correttore di bozze e, oltre a tale mansione, cura alcune traduzioni dall'inglese e dal francese: la più importante è la prima edizione italiana del Secondo sesso di Simone de Beauvoir.
In quel periodo di formazione lavora insieme al direttore letterario della casa editrice, Giacomo Debenedetti. Andreose, in vesti successive di redattore, redattore capo e direttore editoriale, viene inserito in una squadra, creata da Alberto Mondadori, i cui componenti sono tutte personalità di alto livello: Enzo Paci (filosofia), Remo Cantoni (antropologia), Ernesto De Martino (etnologia), Giulio Carlo Argan (arte), Dino Formaggio (estetica), Fedele D'Amico (musica), Ranuccio Bianchi Bandinelli (archeologia).
Nel 1969 Andreose si trasferisce a Verona, chiamato da Mario Formenton, dove per la casa madre Arnoldo Mondadori Editore si occupa di libri per ragazzi, libri d'arte e di divulgazione scientifica, oltre a seguire il settore delle coedizioni internazionali e delle grandi opere illustrate. All'inizio degli anni Ottanta passa al gruppo Fabbri come direttore dell'area libri e nel 1982 assume anche l'incarico di direttore editoriale della Bompiani, subentrando a Raffaele Crovi. Lavorare in Bompiani significa, in quegli anni, conoscere autori del calibro di Alberto Moravia fino alla sua scomparsa ("lo aveva trovato morto nel suo bagno la mattina presto" rivela Elkann), Umberto Eco, Erica Jong, Patricia Highsmith e successivamente Leonardo Sciascia, Milan Kundera (per un breve periodo prima del suo passaggio all'Adelphi), De Carlo, Tondelli, Bufalino, McInerney, Bret Easton Ellis.
Dal 1982 in Bompiani Mario Andreose avvia la collana dei «Classici» e inizia a seguire la produzione saggistica e letteraria di Umberto Eco anche in veste di agente per le edizioni straniere. Dal 1982 è stabilmente il suo curatore editoriale. Nello stesso anno Andreose lancia l'edizione tascabile del fortunato romanzo di Eco, Il nome della rosa.
Collaboratore dal 2004 per le pagine culturali del Sole 24 Ore, è nominato nello stesso anno direttore letterario di RCS Libri. Nell'autunno del 2015, a seguito dell'acquisizione da parte di Mondadori del gruppo RCS Libri, lascia la casa editrice. 
Con Umberto Eco, Jean-Claude Fasquelle ed Elisabetta Sgarbi, partecipa alla fondazione della nuova imprea editoriale La nave di Teseo, di cui assume la carica di presidente.
È membro del comitato direttivo del Centro Internazionale di Studi Umanistici "Umberto Eco" presso l'Università di Bologna.

## Opere

### Articoli
- La signora di Villa Giulia. Ricordo di Anna Maria Rimoaldi, “Domenica” suppl. del “Sole 24 Ore”, 11 agosto 2007.
- Dynasty tra gli scaffali, il "Domenicale" del «Sole 24 Ore», 11 novembre 2007, p. 42 (sul volume Album Mondadori 1907-2007).
- Pay per chapter, sul web il libro si vende per capitoli., Il Sole 24 Ore, 16 febbraio 2008.
- Quelle recensioni da classifica., “Domenica” suppl. del “Sole 24 Ore”, 29 giugno 2008.
- Addio a Giorgio Mondadori, l'erede di Arnoldo che lasciò Segrate., Il Sole 24 Ore, 11 gennaio 2009.
- L'autunno di Valentino, in  Fedeli e infedeli (PDF). URL consultato il 24 aprile 2019 (archiviato dall'url originale il 29 novembre 2014)., a cura di Mario Fortunato e Laura Lepri, «Panta», Bompiani, n. 28, 2009. ISBN 978-88-452-6393-4
- Sciascia nei «Classici», "Todomodo", Casa editrice Leo S. Olschki, a. I, vol. I, 2011.[15]
- Ciò che ci resta di Alberto Moravia, “Domenica” suppl. del “Sole 24 Ore”, 19 settembre 2010, p. 31.
- L'editoria fra tradizione e innovazione, intervento nell'ambito dei Seminari del Dottorato in Filologia Moderna, Coro di notte del Monastero dei Benedettini, Catania, 10 maggio 2011,  «Saperi umanistici oggi» (PDF). (già «Le forme e la storia»), Rubbettino, n.s. IV, nn.1-2, 2011, pp. 267–276.[16]
- Eco e "Il nome della rosa". Riscrivere, fatica e piacere., “Domenica” suppl. del “Sole 24 Ore”, 8 gennaio 2012.
- Incantatrice di uomini e donne, “Domenica” suppl. del “Sole 24 Ore”, 9 giugno 2013 (su Patricia Highsmith).
- Tom Joad ha una nuova voce, “Domenica” suppl. del “Sole 24 Ore”, 27 ottobre 2013 (su John Steinbeck).
- Il furore di un antieroe, “Domenica” suppl. del “Sole 24 Ore”, 29 dicembre 2013, p. 32 (su William Faulkner).
- Postfazione, in John Steinbeck, Furore, Milano, Bompiani, 2013. ISBN 978-88-452-7405-3
- Postfazione, in Erica Jong, Paura di volare, Milano, Bompiani, 2014, XXVII ed. ISBN 978-88-452-4610-4
- Mann in villa, una foto storica (PDF). URL consultato il 21 luglio 2019 (archiviato dall'url originale il 29 novembre 2014)., “Domenica” suppl. del “Sole 24 Ore”, 15 giugno 2014 (su Thomas Mann).
- http://80.241.231.25/Ucei/PDF/2014/2014-08-03/2014080328075531.pdf[collegamento interrotto],“Domenica” suppl. del “Sole 24 Ore”, 3 agosto 2014 (su Agostino di Alberto Moravia).
- Una credente di talento, “Domenica” suppl. del “Sole 24 Ore”, 12 ottobre 2014 (su Flannery O'Connor).
- Garzanti, l'editore delle sorprese essenziali, "Domenica” suppl. del “Sole 24 Ore”, 14 febbraio 2015 (su Livio Garzanti)
- Custode del verso, "Domenica” suppl. del “Sole 24 Ore”, 17 marzo 2015 (su T. S. Elliot)
- Al Warburg hanno vinto i libri, "Domenica” suppl. del “Sole 24 Ore”, 24 maggio 2015
- Magnetico autodidatta, "Domenica” suppl. del “Sole 24 Ore”, 20 settembre 2015 (su Saul Bellow)
- La rosa planetaria dei traduttori, "Domenica” suppl. del “Sole 24 Ore”, 20 febbraio 2016 (su Umberto Eco)
- Microcosmo di gigantesche idiozie, "Domenica” suppl. del “Sole 24 Ore”, 2 luglio 2016 (su Joseph Heller)
- Uomini e topi: archiviato Pavese, "Domenica” suppl. del “Sole 24 Ore”, 15 gennaio 2017 (su John Steinbeck)
- Un anno fa moriva Umberto Eco: il suo ritratto da giovane, "Domenica” suppl. del “Sole 24 Ore”, 17 gennaio 2017
- Il rimorso dell’Occidente, "Domenica” suppl. del “Sole 24 Ore”, 16 gennaio 2018 (su Claude Lévi-Strauss)
- Lo scrittore-libraio che «catturò» Hemingway, "Domenica” suppl. del “Sole 24 Ore”, 7 novembre 2018 (su Alberto Vigevani)
- Il nome disegnato della rosa annotata, "Domenica” suppl. del “Sole 24 Ore”, 18 maggio 2020
- La moschettiera della filologia, "Domenica” suppl. del “Sole 24 Ore”, 7 marzo 2022 (su Maria Corti)
- Un liceo per Umberto Eco, “Sole 24 Ore”, 15 maggio 2023

#### Raccolte di saggi
- Uomini e libri, Collana I grandi tascabili, Milano, Bompiani, 2015, ISBN 978-88-452-7859-4. Nello stesso anno, Premio Estense, Premio Biella della Giuria Premio Nazionale Rhegium Julii della Saggistica.[17]
- Voglia di libri, Collana I fari n.80, Milano, La nave di Teseo, 2020, ISBN 978-88-346-0434-2.

### Curatele
- «Panta Sciascia» (insieme a Elisabetta Sgarbi), con CD audio di letture a cura di Toni Servillo, Bompiani, 2009. ISBN 978-88-452-6302-6[18]
- Storia della Filosofia, collana a cura dei filosofi Giovanni Reale e Dario Antiseri, realizzata in 14 volumi; in uscita dal 17 ottobre 2008. Andreose ha ideato l'imponente apparato iconografico.[19]

### Traduzioni
- Il Vangelo secondo Tommaso, Milano, il Saggiatore, 1960
- Georges Contenau, La Mesopotamia prima di Alessandro, id., id., 1961
- Simone de Beauvoir, Il secondo sesso: vol. I: I fatti e i miti; vol. II: L'esperienza vissuta, id., id., 1961 (ult. ed., 2012, 	ISBN 978-88-565-0339-5)
- Gilbert Charles-Picard, Colette Charles-Picard, I cartaginesi al tempo di Annibale, id., id., 1962
- Aa.Vv., La pittura dalle caverne ai nostri giorni, id., id., 1962
- René Étiemble, La scrittura, id., id., 1962
- Louis Baudin, Il Perù degli Inca, id., id., 1965 (poi Milano, Mondadori, 1994, ISBN 88-04-37986-3)
- Geoffrey Barraclough, Guida alla storia contemporanea, Bari, Laterza, 1971 (ult. ed., 2011, ISBN 978-88-420-3346-2)
- Robert Étienne, La vita quotidiana a Pompei, Milano, il Saggiatore, 1973 (poi Milano, Mondadori, 1992, ISBN 88-04-35466-6)

## Cinema
- Due contro una / Corinne Maier vs Ferruccio De Bortoli e Mario Andreose, 2005, regia di Elisabetta Sgarbi.[20]
- Se hai una montagna di neve tienila all'ombra. Un viaggio nella cultura italiana, documentario, 2010, regia di Elisabetta Sgarbi.
- Auguri Don Gesualdo, documentario (sulla vita di Gesualdo Bufalino), 2010, regia di Franco Battiato.[21]